# God of War: Chains of Olympus
God of War: Chains of Olympus é um jogo eletrônico de ação/aventura desenvolvido pela Ready at Dawn para o console portátil PlayStation Portable e pela Santa Monica Studio para o PlayStation 3. O jogo é o segundo título cronológico da série de jogos eletrônicos God of War e a prequela do primeiro God of War. O jogo foi lançado no ano de 2008, em 4 de março para a América do Norte, em 28 de março para a Europa e 10 de julho para o Japão. Este jogo é o segundo projeto desenvolvido para PSP pela Ready At Dawn, que foi responsável pela produção do sucessivo Daxter.

## Enredo
Durante dez anos de Kratos servindo aos deuses do Olimpo, ele é enviado à cidade de Ática para ajudar a defender a cidade da invasão do exército persa. Após ter matado com sucesso o Rei Persa, dizimando seu exército e seu bicho de estimação, o basilisco, Kratos observa o sol cair do céu, mergulhando o mundo na escuridão. Kratos luta pelo seu caminho através da cidade de Maratona e testemunha a névoa negra do olimpiano Morfeu, que agora cobre a terra na escuridão. Kratos também ouve uma melodia de flauta assombrosa na qual eventualmente reconhece como a canção uma vez tocada por sua Filha, assassinada por ele próprio, Calíope.
Encontrando o Templo de Hélio, Kratos é encarregado pela deusa Atena para encontrar o deus do sol desaparecido, no que na ausência de luz, Morfeu causou os deuses restantes a cair em torpor profundo. Kratos eventualmente localiza Eos — a irmã de Hélio — que aconselha que o Titã Atlas, abduziu seu irmão. Kratos recupera os Fogos Primordiais necessários para acordar os cavalos de fogo de Hélio, que levou o Espartano para o Submundo, onde ele teve dois encontros com Caronte no rio Estige. Embora Caronte inicialmente derrota Kratos e o expulsa para Tártaro, Kratos retorna e destrói Caronte.

Kratos durante uma batalha no jogo.

Eventualmente localizando o Templo de Perséfone e confrontando a Rainha do Submundo, Kratos recebe uma escolha: renunciar seu poder e ficar com sua filha falecida (a um custo para a humanidade) ou proceder com sua missão. Kratos sacrifica suas armas e poder para estar reunido com sua filha, mas descobre que Perséfone é amarga por ter sido traída por Zeus e sido forçada a permanecer ao submundo com seu marido, Hades. Enquanto Kratos estava distraído pela sua reunião com Calíope, o aliado de Perséfone, Atlas, estava usando o poder do sequestrado Hélio para destruir o pilar que segura o mundo, que também terminaria com o Olimpo. Escolhendo a abandonar Calíope para sempre, Kratos toma de volta seu poder e amarra Atlas ao pilar que ele procurou destruir — forçando o Titã a agora segurar o peso do mundo em seus ombros. Kratos luta com Perséfone até a morte, e embora vitorioso, ele é advertido por uma agonizante Perséfone que seu sofrimento nunca acabará. Atlas também avisa a Kratos que ele eventualmente se arrependerá por ter ajudado os deuses, e que eles se encontrariam novamente.
Montando na cavalaria de Hélio de volta ao céu e vendo o retorno do sol, um lúgubre Kratos então perde a consciência pelo seu esforço e mergulha até o solo. Kratos, no entanto, é salvo por Atena e Hélio, que então retornariam ao Olimpo.

## Novas armas e magias
Além das Blades of Chaos, Chains of Olympus apresenta ao jogador uma nova arma: a Gauntlet of Zeus, cuja livre tradução é "Luva de Zeus". A arma aparecerá para Kratos somente no final do jogo, mas os jogadores irão desejar evoluí-la o mais rápido possível ao descobrirem sua utilidade nos combates.
Para auxiliar o jogador, existem também certas magias obtidas por Kratos. São elas: o Efreet, uma espécie de demônio de fogo que Kratos é capaz de invocar após derrotar um adversário persa que possui essa arte.
Já a Light of Dawn é um feitiço que emite uma espécie de bola de fogo que atinge adversários distantes. Porém essa magia não será de grande uso no jogo, portanto gastar pontos de experiência evoluindo ela não é uma tática muito inteligente.
Charon's Wrath é a última magia que se recebe em God of War: Chains of Olympus. Ela emite uma nuvem de parasitas nos adversários, sendo que no caso de personagens pequenos, eles serão paralisados. Outro ponto positivo da Charon's Wrath é que ela aumenta seu combo rapidamente, permitindo que você batalhe com mais de um adversário ao mesmo tempo. No caso de ciclopes e outros personagens maiores, a magia não irá paralisá-los, porém ainda assim ela poderá manter o combo ativo mesmo quando você precise fugir deles.

Cena do jogo.

## Informações técnicas (PSP)
Para o PSP, foi dirigido por Ru Weerasuriya, diretor criativo, co-fundador da Ready At Dawn, localizados em Santa Ana na Califórnia e atualmente seu vice-presidente, ele e a sua equipe acreditam que foi usada a melhor tecnologia disponível para o console portátil na criação deste Chains of Olympus. Provavelmente, é um dos melhores títulos que se poderá encontrar na atualidade elaborado para a PSP.

### Plano Geral (PSP)
Um problema que a Ready at Dawn Studios teve de enfrentar, é respeitante à inexistência de um segundo comando analógico que serve para Kratos se esquivar dos ataques inimigos. Para resolver o problema, a produtora usa os botões L e R para actuarem como shift alterando as funções de alguns comandos como por exemplo, para evadir, mantém-se pressionado os botões L + R enquanto, seguidamente, se usa o analógico para escapar rebolando e não andando ou fazendo Kratos correr como está pré-configurado no comando.
Não seja por isto que se vai pensar que o jogo irá ter uma jogabilidade mais limitada do que as suas anteriores versões. De facto, novas sequências de combate (combos) foram implementadas; acerca disso, os criadores afirmam ser necessário se habituar a usar uma nova panóplia de combinações e de movimentos que, a princípio, podem parecer um pouco estranhos a quem estiver acostumado a jogar nas versões anteriores. Contudo, demorará cerca de uma semana para se acostumar aos comandos e executar, manuseando de forma natural, todas as combinações de combate possíveis.
Alguns puzzles e elementos tácticos estão também dentro do mesmo gênero, como aqueles em que é necessário, por exemplo, puxar uma alavanca enquanto sofre constantes ataques dos inimigos que insistentemente surgem através de portas, janelas ou fendas. No entanto, outros elementos tácticos sofreram um acréscimo de dificuldade, na ordem de obrigar os jogadores a terem de pensar mais para solucionar os novos enigmas.

### Plano Sonoro
A mesma equipe que trabalhou no outro jogo mantém-se a trabalhar neste título. Algumas melodias são acrescentadas e outros temas que já se encontravam presentes nos seu antecessor continuam a permanecer neste jogo, modificando-as somente na entonação das notas sonoras.

### Plano tecnológico
O motor de jogo de 1.0 usado pela Ready At Dawn para desenvolver o jogo Daxter para PSP, foi completamente melhorado para um novo motor de jogo de 2.0; pela razão da equipe técnica da Sony achar que seria necessário utilizar um segundo motor que suplantasse as capacidades do primeiro, tais são os requerimentos exigidos por um jogo de grande envergadura como é o caso de God of War. A par deste aspecto técnico, este jogo é um dos precursores a fazer uso da nova velocidade de processador a 333 MHz, quando, inicialmente, apenas estava previsto uma velocidade sensivelmente a 266 MHz, o que faz carregar o jogo mais rapidamente e obter ainda melhores gráficos dos que foram previstos. Devido a este aperfeiçoamento, Ready At Dawn Studios foi obrigada a anunciar que o jogo não estaria à disposição nas lojas no natal de 2007 como planejado, e então a adiar o seu lançamento para as bancas em março do ano de 2008.